# Kirkop
Ħal Kirkop Málta egyik helyi tanácsa a nagy sziget déli részén. Lakossága 2183 fő. Neve a Prokopju családnévből származik.

## Története
A község korai története szinte gazdagabbnak tűnik, mint a jelene. Határában egy újkőkori monolit áll, a római korból őskeresztény katakombák maradtak fenn, és áll még a középkori Angyali üdvözlet-kápolna is.
A középkorban Ħal Kirkop Bir Miftuħ külterülete volt Casal Prokopju néven, mígnem 1592. május 29-én önálló egyházközség lett. 1598-ban Ħal Safi és Mqabba egyházközségei elszakadtak tőle. 1718-ban Brichelot és Bremond térképén C(asal) Chirchop néven szerepel.
Az 1950-es években határában épült meg a nemzetközi repülőtér új kifutópályája. 1994 óta Málta egyik helyi tanácsa.

## Önkormányzata
Ħal Kirkopot hattagú helyi tanács irányítja. A jelenlegi, hetedik tanács 2012 óta van hivatalban.
Polgármesterei:
- Horatio CR Vella (1994-?)
- Michael Baldacchino (?-1996)
- Joseph Busuttil (1996-1999)
- Chares Mansueto (1999-2002)
- Mario Salerno (2002-2012)
- Carmel Calleja (Munkáspárt, 2012-)

## Ünnepei
- Noblati Szent Lénárd (november 5., a festa ideje szeptember 3. vasárnapja)
- Szent József (március 19., a festa ideje július 2. vasárnapja)

## Nevezetességei
- Szent Lénárd-plébániatemplom: barokk stílusban épült
- Angyali üdvözlet-kápolna: a Misraħ Kirkopban álló kápolna 1460 körül épült, majd 1658-ban újjáépítették. Ma különleges alkalmakkor használják
- Il-Menħir: a Triq il-Belt Valletta mellett álló monolit eredeti funkciója máig vitatott, ma a falu egyik jelképe
- Őskeresztény katakombák: a Triq iż-Żebbiegħ-en lévő katakombákat 1962-ben fedezték fel, és emberi csontokat és cseréptöredékeket tártak fel bennük. Ma sajnálatosan rossz állapotban vannak, a felújításra még csak ígéretek vannak
- Salib tad-Dejma: A Milícia Keresztje a helyi önkéntes milícia gyülekezőhelyét jelezte

## Gazdaság
Jelenleg itt található az STMicroelectronics máltai összeszerelő-üzeme, amely 1800 alkalmazottjával Málta legnagyobb privát munkaadója, termékeinek eladása 2004-ben az ország exportjának 55%-át tette ki. Az STMicroelectronics nagyban hozzájárult Kirkop és a franciaországi Rousset (ahol a cég több telephelyet is tart fenn) testvérvárosi kapcsolatának létrejöttéhez.

## Kultúra
Band clubjai:
- St. Leonard Band Club
- St. Joseph Band Club

## Sport
Labdarúgó-csapata, a Kirkop United a máltai Division 3 tagja

## Közlekedés
Autóval a repülőtér alatti alagúton át közelíthető meg a főváros felől. Autóbuszjáratai (2011. július 3 után):
- 71 (Valletta-Żurrieq)
- 72 (Valletta-Qrendi)
- 117 (Repülőtér, körjárat)
- 118 (Repülőtér, körjárat)